# Taça dos Campeões Europeus de Hóquei em Patins de 1976-77
A Taça dos Campeões Europeus de Hóquei em Patins de 1976-77 foi a 12ª edição da Taça dos Campeões.

## Equipas participantes
| País               | Clube            | Classificação                                                     |
| ------------------ | ---------------- | ----------------------------------------------------------------- |
| Alemanha Ocidental | ERG Iserlohn     | Campeão da Liga Alemã-Ocidental de 1975/76                        |
| Bélgica            | RH Rolta Louvain | Campeão da Liga Belga de 1974/75                                  |
| Espanha            | CP Voltregà      | Campeão Europeu de 1975/76 e Campeão da Liga Espanhola de 1975/76 |
| Espanha            | CP Vilanova      | 2.º lugar da Liga Espanhola de 1975/76                            |
| França             | La Vendéenne     | Campeão da Liga Francesa de 1975/76                               |
| Itália             | Laverda Breganze | Campeão da Liga Italiana de 1975/76                               |
| Países Baixos      | RHC Residentie   | Campeão da Liga Neerlandesa de 1975/76                            |
| Portugal           | Sporting CP      | Campeão da Liga Portuguesa de 1975/76                             |
| Suíça              | Montreux HC      | Campeão da Liga Suíça de 1975/76                                  |

## Jogos

### 1ª Eliminatória
| Equipa 1     | Total | Equipa 2         | 1.ª Mão | 2.ª Mão |
| ------------ | ----- | ---------------- | ------- | ------- |
| ERG Iserlohn | 10-15 | Laverda Breganze | 5-3     | 5-12    |

### Fase Final
|  | Quartos-de-Final | Quartos-de-Final | Quartos-de-Final | Quartos-de-Final |                   |             | Meias-finais | Meias-finais | Meias-finais |  |             | Final | Final | Final |
|  |                  |                  |                  |                  |                   |             |              |              |              |  |             |       |       |       |
|  | 1                | CP Voltregà      | 9                | 5                |                   |             |              |              |              |  |             |       |       |       |
|  | 8                | Laverda Breganze | 0                | 5                |                   |             |              |              |              |  |             |       |       |       |
|  | 8                | Laverda Breganze | 0                | 5                |                   | CP Voltregà | 5            | 3            |              |  |             |       |       |       |
|  |                  |                  |                  |                  |                   | CP Voltregà | 5            | 3            |              |  |             |       |       |       |
|  |                  | Sporting CP      | 2                | 8                |                   |             |              |              |              |  |             |       |       |       |
|  | 4                | Sporting CP      | 2                | 8                | Sporting CP       | 18          | 11           |              |              |  |             |       |       |       |
|  | 4                |                  |                  |                  | Sporting CP       | 18          | 11           |              |              |  |             |       |       |       |
|  | 5                | Montreux HC      | 1                | 3                |                   |             |              |              |              |  |             |       |       |       |
|  | 5                | Montreux HC      | 1                | 3                |                   |             |              |              |              |  | Sporting CP | 6     | 6     |       |
|  |                  |                  |                  |                  |                   |             |              |              |              |  | Sporting CP | 6     | 6     |       |
|  |                  | CP Vilanova      | 0                | 3                |                   |             |              |              |              |  |             |       |       |       |
|  | 3                | CP Vilanova      | 0                | 3                | RHC Rolta Louvain | 2           | 1            |              |              |  |             |       |       |       |
|  | 3                |                  |                  |                  | RHC Rolta Louvain | 2           | 1            |              |              |  |             |       |       |       |
|  | 6                | CP Vilanova      | 6                | 10               |                   |             |              |              |              |  |             |       |       |       |
|  | 6                | CP Vilanova      | 6                | 10               |                   | CP Vilanova | 12           | 5            |              |  |             |       |       |       |
|  |                  |                  |                  |                  |                   | CP Vilanova | 12           | 5            |              |  |             |       |       |       |
|  |                  | RHC Residentie   | 2                | 4                |                   |             |              |              |              |  |             |       |       |       |
|  | 2                | RHC Residentie   | 2                | 4                | RHC Residentie    | 6           | 2            |              |              |  |             |       |       |       |
|  | 2                |                  |                  |                  | RHC Residentie    | 6           | 2            |              |              |  |             |       |       |       |
|  | 7                | La Vendéenne     | 4                | 2                |                   |             |              |              |              |  |             |       |       |       |
|  | 7                | La Vendéenne     | 4                | 2                |                   |             |              |              |              |  |             |       |       |       |

### Quartos-de-Final
| Equipa 1          | Total | Equipa 2         | 1.ª Mão | 2.ª Mão |
| ----------------- | ----- | ---------------- | ------- | ------- |
| CP Voltregà       | 14-5  | Laverda Breganze | 9-0     | 5-5     |
| Sporting CP       | 29-4  | Montreux HC      | 18-1    | 11-3    |
| RHC Rolta Louvain | 3-16  | CP Vilanova      | 2-6     | 1-10    |
| RHC Residentie    | 8-6   | La Vendéenne     | 6-4     | 2-2     |

### Meias-finais
| Equipa 1    | Total | Equipa 2       | 1.ª Mão | 2.ª Mão |
| ----------- | ----- | -------------- | ------- | ------- |
| CP Voltregà | 8-10  | Sporting CP    | 5-2     | 3-8     |
| CP Vilanova | 17-6  | RHC Residentie | 12-2    | 5-4     |

### Final
| Equipa 1    | Total | Equipa 2    | 1.ª Mão | 2.ª Mão |
| ----------- | ----- | ----------- | ------- | ------- |
| Sporting CP | 12-3  | CP Vilanova | 6-0     | 6-3     |

| Campeão Europeu 1976-77  |
| ------------------------ |
|                          |
| SPORTING CP (1.º título) |

### Internacional
- Ligações para todos os sítios de hóquei
- Mundook- Sítio com notícias de todo o mundo do hóquei
- Hoqueipatins.com - Sítio com todos os resultados de Hóquei em Patins